# Mötz
Mötz é um município da Áustria, situado no distrito de Imst, no estado do Tirol. Tem 5,84 km² de área e sua população em 2019 foi estimada em 1.227 habitantes.